# すみだ川
『すみだ川』（すみだがわ）は、永井荷風の中編小説。1909年2月『新小説』に掲載され、1911年3月籾山書店発行の小説戯曲集『すみだ川』の巻頭に収録された。他に『見果てぬ夢』『夏の町』『伝通院』『下谷の家』『平維盛』『秋の別れ』の6編を収める。

## あらすじ
俳諧の宗匠である蘿月を伯父に、常磐津の師匠お豊を母に持つ長吉は、2歳下の幼馴染であるお糸のことを想っていた。しかし、お糸は葭町の芸者となってしまい、長吉のもとから離れてしまう。勉強と苦手な運動で煩わしい学校生活と、お糸が遠い人になってしまったことに、長吉は負の気持ちを溜め込んでいく。
初午の日、長吉は浅草公園で、宮戸座の芝居を立見する。男と遊女が月の下で逢引きをする場面で、長吉はお糸が芸者になる前会った大きな月の下での一時を思い起こす。翌日の午後にも長吉は宮戸座の芝居を見に行き、そこで小学校時代の友達である吉と出会う。吉さんは床屋の若衆だったが、役者になっていた。芝居が始まるまで、長吉は、吉さんから役者の話を聞く。
長吉が役者になりたいと言い出し、頭を抱えたお豊は、蘿月のもとへと相談へ行き、一喝してほしいと頼む。長吉の役者への夢と妹の思いに板ばさみになりながら、蘿月は押上で長吉と会い、「もう一年辛抱なさい」と言う。唯一の頼みであった伯父にも役者の道を反対されてしまったと思った長吉は深く絶望する。
夏の初め、長吉は、風邪からの腸チフスにかかる。病院へ付き添いに行ったお豊が帰ってくるまで留守番をする蘿月は、暇つぶしに長吉の部屋に行くと、今までの長吉の思いが綴られた一通の手紙を発見する。蘿月は手紙を読むと自分が長吉の味方にならねば、長吉とお糸を添わせてやらねばと決心する。

## 登場人物
松風庵蘿月長吉の伯父であり、お豊の兄。俳諧の宗匠。元々は相模屋という質屋の跡取り息子だったが、道楽をしすぎて勘当されてしまい、俳諧師として世を渡っていくことになる。
お豊蘿月の妹であり長吉の母。兄・蘿月の代わりに質屋を継いだ亭主といたが、不景気と火事によって相模屋は潰れ、亭主とも死に別れてしまい、現在は今戸で常磐津の師匠をしながら長吉と2人で住んでいる。長吉を大学校に入れて、立派な高給取りにしなければならないと思っている。
長吉お豊の息子で、蘿月の甥。中学生。18歳。画学や習字、三味線など芸能の才能はあるが、体育ができない。お糸のことを想っており、芸者になることをよく思っていなかったが、強く反対できなかった。
お糸長吉の幼馴染であり、想い人。16歳。元々、橋場の妾宅の御新造に、芸者の娘分として誘われていたが、生活に余裕があるので断っていた。しかし、父が死に、母が煎餅屋を始めるとき金銭を工面してくれた御新造の義理から、葭町の芸者となる。
吉長吉が芝居小屋で会った昔馴染。床屋の若衆だったが、伊井一座の俳優となった。芝居に通じており、女遊びも覚えている。芸名は玉水三郎。
お滝蘿月の恋女房。元花魁で、金瓶楼の小太夫と呼ばれた。明治の初め、吉原解放の時に蘿月を頼って来た。

## テレビドラマ
本作を原作とするテレビドラマが、1968年7月16日に毎日放送制作・NET（現：テレビ朝日）系列の『テレビ文学座 -名作に見る日本人-』（火曜22:00 - 23:00）で放送された。

### 出演者
- 芥川比呂志
- 日塔智子
- 文野朋子
- 柴田昌宏
- 山岸映子
- 橋爪功

### スタッフ
- 原作：永井荷風
- 脚本：八代静一
- 演出：西前充男
- 制作：現代演劇協会、毎日放送

| 毎日放送制作・NET系列 テレビ文学座 | 毎日放送制作・NET系列 テレビ文学座 | 毎日放送制作・NET系列 テレビ文学座 |
| 前番組                             | 番組名                             | 次番組                             |
| ---------------------------------- | ---------------------------------- | ---------------------------------- |
| 三四郎 （1968年7月9日）            | すみだ川 （1968年7月16日）         | 銀二郎の片腕 （1968年7月23日）     |